# Charles Kenneth Scott Moncrieff
Charles Kenneth Scott Moncrieff (Stirlingshire, 25 settembre 1889 – Roma, 28 febbraio 1930) è stato uno scrittore e traduttore britannico.

## Biografia
Charles Kenneth Scott Moncrieff, insignito della Military Cross, (25 settembre 1889 – 28 febbraio 1930) è stato uno scrittore Scozzese, famoso soprattutto per la sua traduzione in inglese della maggior parte dell'opera di Marcel Proust À la recherche du temps perdu, che pubblicò con il titolo shakespeariano Remembrance of Things Past (Ricordi delle cose passate).

### Primi anni
Scott Moncrieff nacque nello Stirlingshire, il più giovane di tre figli. Poiché i suoi fratelli, Colin Scott Moncrieff e John Irving Scott Moncrieff, avevano parecchi anni più di lui, il giovane "Charlie" trascorse gran parte della sua infanzia a giocare da solo o immerso nei libri. Dai sette anni ha frequentato di giorno una scuola locale, dove mostrò un genio non comune per le lingue.

### Formazione
Ha frequentato il Winchester College e, mentre ancora uno scolaretto, divenne associato ai circoli Wildean ("di Oscar Wilde") di Robert Baldwin Ross e Christopher Millard; Ross per qualche tempo segretario e autore della prima bibliografia delle opere di Wilde. Millard era anche noto per il suo assecondare ragazzi più giovani e potrebbe aver avuto una relazione con Scott Moncrieff. Tuttavia non vi è alcuna prova di questo.
Nel 1907 ha pubblicato un racconto breve, 'Evensong and Morwe Song', nell'edizione del concorso del New Field, la rivista letteraria che ha curato, mentre era al Winchester College. La storia si occupa di sesso tra due ragazzi in una scuola pubblica. La rivista fu soppressa in tutta fretta, anche se non prima che le copie dell'edizione incriminata fossero state inviate ai genitori. La storia è stata ripubblicata nel 1923 in un'edizione di cinquanta copie per la circolazione esclusivamente privata. Non fu più pubblicata nuovamente durante la vita dell'autore. Nonostante comunemente si sostiene che Scott Moncrieff sia stato espulso per questo atto di ribellione, nessun documento di espulsione si trova negli archivi del Winchester College e ci sono lettere nell'archivio che citano il suo ritorno prima della guerra, come un "old boy" (vecchio studente), il che sarebbe stato improbabile se fosse andato via con disonore.
Dopo Winchester, Scott Moncrieff frequenta l'Università di Edimburgo, dove ha intrapreso due percorsi di laurea, una in Giurisprudenza e poi una in letteratura inglese, una scelta ovvia per il figlio di un magistrato eminente che era stato anche un autore pubblicato. In seguito ha iniziato un Master in anglo-sassone sotto la supervisione di uno stimato uomo di lettere, George Saintsbury. Si è laureato nel 1914 con lode, vincendo un premio prestigioso, la borsa di studio Patterson in anglosassone. Questo gli è stato d'aiuto per la sua traduzione di Beowulf quattro anni dopo.
Durante il tempo trascorso a Edimburgo, Scott Moncrieff fece la conoscenza di Philip Bainbrigge, un maestro di scuola di Shrewsbury e autore di varie odi omoerotiche all'Amore di Urano. Fu anche un amico intimo di Vyvyan Holland, figlio minore di Oscar Wilde.

### La guerra e le prime pubblicazioni
Combatté nella prima guerra mondiale, in servizio sul Fronte occidentale dal 1914 fino al 1917, quando fu gravemente ferito alla gamba destra dopo essere stato gettato in aria dall'esplosione di una granata da dietro. Il servizio prestato gli valse il conferimento della Military Cross. Camminò zoppicando per il resto dei suoi giorni. Si convertì al cattolicesimo, mentre era al fronte, nel 1915.
Durante la convalescenza a Londra nel 1918, Scott Moncrieff ha lavorato presso il War Office a Whitehall. Ha integrato il suo reddito scrivendo recensioni per il New Witness, una rivista letteraria, a cura del grande letterato Gilbert Keith Chesterton. Durante questo periodo fece amicizia con il giovane poeta Robert Graves. 
È anche riuscito, involontariamente, a guadagnare l'inimicizia permanente di Siegfried Sassoon del cui The Old Huntsman aveva prodotto una revisione critica.
Fu al matrimonio di Robert Graves nel gennaio 1918 che Scott Moncrieff incontrò un altro poeta, Wilfred Owen, con il quale ha mantenuto un rapporto difficile per diversi mesi. I biografi di Owen sono in disaccordo se questo rapporto era o meno di natura sessuale. Sonetti codificati da Scott Moncrieff, indirizzata a un "Mr. W. O.," suggeriscono che il suo amore per Owen non era corrisposto. Tuttavia, le voci di una relazione sono state sufficienti per Graves per tagliare la corrispondenza con entrambi gli uomini.
Il giorno del matrimonio di Graves, Scott Moncrieff ha deposto come testimone importante al processo del suo possibile fugace amante, Millard, con grande rischio personale.
Gli ultimi mesi della guerra gli assestano un colpo crudele. Il suo migliore amico, Bainbrigge, è ucciso nel settembre 1918, e un altro possibile ex amante, il poeta Ian Mackenzie, morì di polmonite il mese successivo. Owen è stato ucciso in azione il 4 novembre 1918, Scott Moncrieff arriva al fronte troppo tardi per ricongiungersi con il suo amato.
Dopo la morte di Owen, il tentativo di Scott Moncrieff di assicurare una collocazione "sicura" per Owen è stato visto con sospetto dai suoi amici, tra cui Osbert Sitwell e Sassoon. Sitwell riferisce a un biografo che Scott Moncrieff considerava Owen "buono come morto". Scott Moncrieff fu successivamente tagliato fuori dal tentativo di Edith Sitwell e Sassoon di pubblicare poesie di Owen, pur essendo in possesso di alcune bozze originali. Durante gli anni venti, Scott Moncrieff ha mantenuto una rivalità rancorosa con la Sitwell, che lo raffigurava in modo poco lusinghiero come "Mr. X" in All At Sea (Mr. X in tutti al mare).
Nel 1919, Scott Moncrieff pubblicò la traduzione della Chanson de Roland, dedicandola ai suoi tre amici caduti. Il poema indirizzato a Owen, l'ultimo nella sua serie di sonetti, esprime una speranza che i loro "due spiriti" saranno "sempre insieme" nella prossima vita.
Attraverso la sua amicizia con il giovane Noel Coward, ha fatto la conoscenza di Lady Astley Cooper e divenne un ospite frequente della sua casa a Hambleton nel Rutland. Ha dedicato il primo volume della sua traduzione di Proust a Lady Cooper.
Dopo la guerra, Scott Moncrieff ha lavorato come segretario privato presso il Barone giornalista Alfred Harmsworth o Lord Northcliffe, proprietario del The Times, fino alla morte di Northcliffe nel 1922. Poco dopo, la sua salute lo costrinse a spostarsi in Italia, prima in Toscana, dove si divide tra Firenze e Pisa, e poi a Roma.
Successivamente si è mantenuto con opere letterarie, in particolare traduzioni dal francese medievale e moderno.

### Remembrance of Things Past
Scott Moncrieff pubblicò il primo volume della sua traduzione di Proust nel 1922 e continuò fino alla sua morte nel gennaio 1930, al tempo in cui stava lavorando sul volume finale del romanzo. La sua scelta del titolo Remembrance of Things Past (ricordo delle cose passate), col quale il romanzo di Proust era conosciuto in inglese per molti anni, non è una traduzione letterale dell'originale francese. Si è, infatti, preso dalla seconda riga del Sonnet 30 di Shakespeare ("When to the sessions of sweet silent thought / I summon up remembrance of things past...") ("quando le discussioni del dolce pensiero silenzioso / mi fanno affiorare il ricordo delle cose passate..."). In una lettera scritta sul letto di morte nel 1922, Proust si congratulò con Scott Moncrieff sulla sua rimarchevole opera di traduzione, ma obiettò della mancanza di ambiguità nel titolo: "Temps Perdu", in francese, significa sia tempo passato che tempo perso. Tuttavia si scusò caldamente per la comprensione a malapena del proprio inglese.
Scott Moncrieff morì di cancro all'Ospedale del Calvario a Roma nel 1930 e fu sepolto nel cimitero del Verano. I suoi resti si trovano in un piccolo ossario comunale con coloro che sono morti nello stesso mese nel convento stesso. Il posto esatto può essere localizzato eseguendo una ricerca con nome e data di morte al cancello di entrata.

## Fortuna postuma
Il testo originale francese delle Remembrance di Proust è stato ripubblicato negli anni successivi, in due edizioni successive, e queste aggiunte e revisioni sono state successivamente incorporate nelle successive traduzioni in inglese. Così, l'irlandese Terence Kilmartin ha revisionato la traduzione di Scott Moncrieff nel 1981, e una revisione supplementare è stata fatta da D. J. Enright nel 1992. Al lavoro in queste versioni successive è stato dato il titolo più letterale di Alla ricerca del tempo perduto. In che misura queste revisioni (e revisioni delle revisioni) hanno migliorato il testo di Scott Moncrieff sono state discusse e valutate in modo diverso da persone diverse.
L'Associazione dei traduttori inglese amministra il premio annuale Premio Scott Moncrieff per la traduzione dal francese.

## Opere (selezione)
- Proust, The Remembrance of Things Past [Volumes I through VI];
- Stendhal, The Red and The Black, The Charterhouse of Parma;
- così come opere di Pirandello, e la medievale Chanson de Roland.
- The Collected Letters di Pietro Abelardo e Eloisa la Badessa
- 1919 The Song of Roland (trad.)
- 1921 Widsith, Beowulf, Finnsburgh, Waldere, Deor (trad.)
- 1922 Proust's Remembrance of Things Past (Alla ricerca del tempo perduto), vol I: Swann's Way (trad.)
- 1923 Marcel Proust: An English Tribute (ed.)
- 1923 The Satyricon of T. Petronius Arbiter (Abbey Classics) (Introd.)
- 1924 Proust's Remembrance of Things Past, vol II: Within a Budding Grove (trad.)
- 1925 The Letters of Abelard & Heloise (trad.)
- 1925 Proust's Remembrance of Things Past, vol III: The Guermantes Way (trad.)
- 1926 Stendhal's Abbess of Castro, & other Tales (trad.)
- 1926 Stendhal's The Red & the Black (Il rosso e il nero) (Modern Library) (trad.)
- 1926 Pirandello's Shoot! (trad.)
- 1926 Stendhal's Charterhouse of Parma (La Certosa di Parma) (trad.)
- 1928 Stendhal's Armance (trad.)
- 1928 Pirandello's The Old & the Young (I vecchi e i giovani) (2 vols) (trad.)
- 1928 de Biron's Memoirs of the Duc de Lauzun (trad.)
- 1929 Proust's Remembrance of Things Past, vols IV & V: Cities of the Plain (trad.)
- 1929 Proust's Remembrance of Things Past, vol VI: The Captive (trad.)
- 1929 Moncrif's Adventures of Zeloide & Amanzarifdine (ed & trad.)
- 1929 Bloch's --- & Co (trad.)
- 1930 Proust's Remembrance of Things Past (Il tempo ritrovato), vol VII: The Sweet Cheat Gone (trad.)
- 1931 Memories & Letters (ed J. M. Scott-Moncrieff & L. W. Lunn)